# Ann Baynard
Ann Baynard  (gelegentlich auch Anne) (* 1672 in Preston, Lancashire; † 12. Juni 1697 in Barnes, London) war eine englische Naturphilosophin und ein „Musterbeispiel für gottgefälliges Leben“. Sie suchte das Gespräch mit Atheisten und Nicht-Christen. In seiner Trauerrede anlässlich ihres frühen Todes bezeichnete Reverend John Prude das philosophische Wissen der jungen Frau als das eines „alten, bärtigen, männlichen Philosophen“.

## Leben
Wie die meisten jungen Frauen ihrer Klasse wurde Ann Baynard von ihrem Vater, Edward Baynard (ca. 1641–1717), Arzt und pseudonymer Dichter und Mitglied des Royal College of Physicians in London unterrichtet. Ihre Ausbildung umfasste sowohl klassische Sprachen und Philosophie als auch Naturwissenschaften und Mathematik und bereitete sie auf ein Leben als Gelehrte vor. Zu ihrer Zeit als Vorbild an Frömmigkeit und Tugendhaftigkeit angesehen, richtete sie ihre Gelehrsamkeit auf die Erhellung der protestantischen Theologie; weltliches Lernen um seiner selbst willen verschmähte sie. Obwohl sie eine Reihe von Texten in lateinischer und englischer Sprache verfasste, ist keiner erhalten geblieben.
Baynard erklärte, dass weltliches Lernen wertlos sei, wenn es nicht zur Erkenntnis Gottes führe. Sie war eine fleißige Kirchgängerin, versäumte nie die täglichen Gottesdienste, es sei denn, sie war durch Krankheit verhindert, und verbrachte einen Großteil ihrer Zeit mit einsamer Meditation und anderen frommen Übungen. Großzügig gegenüber den Armen, legte sie einen festen Teil ihres Einkommens für wohltätige Zwecke beiseite. Baynard war aktiv in ihren Versuchen, andere davon zu überzeugen, ein religiöses Leben zu führen. Sie drängte alle jungen Leute, Philosophie zu studieren und vor allem die Bibel zu lesen:
„I would wish that all young persons might be exhorted to read the great book of nature, wherein they may see the wisdom and power of the Creator, in the order of the universe, and in the production of all things.“ – Anne Baynard, 1697
Einen besonderen Appell, sich um Bildung zu bemühen, richtete sie an ihr eigenes Geschlecht.
Ihr Epitaph lautete:
„Here lies that happy maiden, who often said,
That no man is happy until he is dead;
That the business of life is but playing the fool,
Which hath no relation to saving the soul:
For all the transaction that’s under the sun,
Is doing of nothing—if that be not done,
All wisdom and knowledge does lie in this one.
Anne Baynard obiit June 12. An. ætat. suæ 25. Christi 1697.
O mortales! quotusquisque vestrum cogitet ex hoc momento pendet æternitas.“

## Nachleben
Judy Chicago widmete ihr eine Inschrift auf den dreieckigen Bodenfliesen des Heritage Floor ihrer 1974 bis 1979 entstandenen Installation The Dinner Party. Die mit dem Namen Anne Baynard beschrifteten Porzellanfliesen sind dem Platz mit dem Gedeck für Anna Maria von Schürmann zugeordnet.